# Flageolet (speelwijze)
Een flageolettoon, of kort flageolet,  is een meestal op snaarinstrumenten voortgebrachte toon die een van de hogere harmonischen is van de toon van een losse snaar, voornamelijk twee of driemaal zo hoog. Een flageolettoon wordt gevormd als een snaar op de juiste plek licht aangeraakt wordt, waardoor andere harmonischen uit het spectrum (grotendeels) verdwijnen. De naam is afkomstig van het in de vergetelheid geraakte houten blaasinstrument flageolet, dat qua klank enigszins overeenkomt met een flageolettoon op de viool. Ook met blaasinstrumenten zijn flageoletten te maken.

## Principe

Flageoletten en hun bijbehorende snaarlengtes

Door het licht indrukken en van de snaar op een bepaalde positie (doorgaans met de vinger) zullen alleen de harmonischen klinken die op dat punt een knoop op de snaar hebben. Op dat punt trillen deze harmonische niet en kunnen dus ook niet gedempt worden. Alle andere worden wel gedempt.
Alle even harmonischen hebben bijvoorbeeld een knoop die precies op het midden van de snaar zit. Dempt men precies het midden van de snaar dan zullen alle oneven harmonischen verdwijnen. Deze even harmonischen vormen in feite een toon waarvan de frequentie twee keer zo hoog is, oftewel een toon die een octaaf hoger klinkt. Houdt men een vinger op precies ⅓ van de lengte van de hele snaar dan zullen alleen de derde harmonische en ieder veelvoud hiervan (zesde, negende, twaalfde, …) overblijven. Hierdoor klinkt er een toon met een drie keer zo hoge frequentie (een duodecime hoger).
Flageoletten worden zowel bij getokkelde instrumenten, zoals de gitaar of harp, als bij strijkinstrumenten toegepast.

## Flageoletten op strijkinstrumenten
Bij een viool kan men flageoletten op twee manieren maken:
- Bij de zogenaamde natuurlijke boventonen wordt de flageolet op een open snaar gespeeld. Dat wil zeggen dat de linkerhand de snaar niet aanraakt, behalve op de plek waar de snaar licht ingedrukt wordt.
- Bij de zogenaamde onnatuurlijke boventonen wordt een noot normaal gespeeld met bijvoorbeeld de wijsvinger van de linkerhand en tegelijkertijd met de pink ingedrukt op een vierde van het trillende gedeelte van de snaar. Dit geeft een toon die twee octaven hoger klinkt. Bij een cello gebeurt dit met de duim en de ringvinger.

De Tromba marina of "nonnentrompet", een zeldzaam eensnarig strijkinstrument, wordt uitsluitend door middel van flageoletten op open snaren bespeeld, waardoor dezelfde natuurtonen als op een signaaltrompet kunnen worden geproduceerd.

## Flageoletten op gitaar
Voor gitaristen zijn twee soorten harmonischen van belang: de natuurlijke (natural harmonics), en de artificiële (pinch harmonics). Beide soorten berusten op de reeds beschreven theorie.
Natural harmonics ontstaan zoals op bovenstaande afbeelding. Een snaar wordt gespeeld terwijl hij vlak boven een bepaalde fret ingedrukt wordt, zonder die te raken. Bij de twaalfde fret zal de snaar in 'twee trillende helften' verdeeld worden, met één punt dat niet meetrilt, namelijk het stuk boven de twaalfde fret. Om de snaar in drieën te verdelen en een drie maal zo hoge frequentie te krijgen moet de zevende fret gekozen worden, voor een verdeling in vieren de vijfde fret. De vierde en volgende boventonen liggen naast de frets, omdat de gelijkzwevende toonschaal licht onzuiver is.
Pinch harmonics zijn iets moeilijker, maar ze berusten op hetzelfde systeem. Een snaar wordt vlak voor een fret ingedrukt zoals bij het aanslaan van een gewone noot. Voor beginners wordt de twaalfde fret op de B -of G-snaar aangeraden. Het plectrum wordt hoger in de hand vastgepakt om de snaar zowel met het plectrum als met de duim te raken. Er zijn verschillende plaatsen op dezelfde snaar die harmonischen met verschillende frequenties zullen opleveren. Aangezien het systeem hetzelfde is als bij natural harmonics zijn deze plaatsen te 'berekenen' en te leren. Klassieke gitaristen passen hetzelfde principe toe door met de ringvinger (a) de snaar aan te slaan, terwijl de wijsvinger (i) boven de snaar wordt gehouden in de gewenste positie. Voorbeelden van complete melodieën die op deze manier worden gespeeld zijn te horen op opnames van de gitaarmuziek van Barrios door de Australische meestergitarist John Williams.
Gitaristen gebruiken ook vaak flageoletten om hun instrument op het gehoor te stemmen. Op de lage E-snaar wordt dan een flageolet ter hoogte van de vijfde fret gespeeld en daar kort achteraan een flageolet op de zevende fret op de A-snaar. Wanneer deze noten gelijktijdig klinken en niet zuiver dezelfde noot ten opzichte van elkaar zijn, treedt er bij een geringe afwijking een soort trilling in het geluid op. Door een van beide snaren te verstemmen zullen beide tonen als één "strakke" toon gaan klinken. Dit herhaalt men vervolgens op de naast gelegen snaren om ook de D-snaar en de G-snaar te stemmen. De hoge E-snaar wordt dan gestemd door een flageolet op de twaalfde fret met een flageolet op de vijfde fret van de lage E te vergelijken. De B-snaar wordt als laatste gestemd door een flageolet op de vijfde fret met een flageolet op de zevende fret van de hoge E-snaar te vergelijken.

## 3rd bridge-gitaar
Een 3rd bridge-gitaar is een elektrische gitaar met een toegevoegde derde brug op een flageoletpositie, zodat een boventoon geproduceerd wordt door de snaar achter deze derde brug aan te slaan. Het snaargedeelte dat boven de pickup hangt, zal trillen in een gezamenlijke harmonische boventoon die overeenkomt met de flageolet van die positie. Tevens klinkt de tegenliggende consonante toon van de afwezige grondtoon en de aanslagtoon. Er ontstaat dus een klank die is opgebouwd uit drie tonen: aanslagtoon, boventoon, resonerende consonante tegenliggende noot. Dit geluid wordt vaak benoemd als een klok-geluid, omdat dat een soortgelijke samenstelling heeft.

## Op blaasinstrumenten
Ook op blaasinstrumenten, zoals de dwarsfluit, zijn flageoletten mogelijk. Hier worden ze gerealiseerd door de luchtstroom aan te passen om een (doorgaans zacht klinkende) boventoon voort te brengen. Dit is te bereiken met overblazen.